# السكرية (الرقة)
السكرية قرية سورية تتبع ناحية مركز تل أبيض في منطقة تل أبيض في محافظة الرقة. بلغ عدد سكانها 981 نسمة في عام 2004 حسب إحصاء المكتب المركزي للإحصاء.